# RideLondon Classic 2017
De zesde editie van de wielerwedstrijd RideLondon Classic, met start en finish in Londen, werd gehouden op 30 juli 2017. De wedstrijd maakt deel uit van de UCI World Tour 2017. In 2016 won Tom Boonen. Deze editie werd gewonnen door de Noor Alexander Kristoff.

## Uitslag
Uitslag
| Plaats  | Naam               | Ploeg                  | Tijd     |
| ------- | ------------------ | ---------------------- | -------- |
| Winnaar | Alexander Kristoff | Team Katjoesja Alpecin | 4u05'41" |
| 2       | Magnus Cort        | Orica-Scott            | z.t.     |
| 3       | Michael Matthews   | Team Sunweb            | z.t.     |
| 4       | Sep Vanmarcke      | Cannondale-Drapac      | z.t.     |
| 5       | Wouter Wippert     | Cannondale-Drapac      | z.t.     |
| 6       | Jempy Drucker      | BMC Racing Team        | z.t.     |
| 7       | Zakkari Dempster   | Israël Cycling Academy | z.t.     |
| 8       | Sam Bennett        | BORA-hansgrohe         | z.t.     |
| 9       | Rudy Barbier       | AG2R La Mondiale       | z.t.     |
| 10      | Oliver Naesen      | AG2R La Mondiale       | z.t.     |

## Vrouwen
Op 29 juli werd de vijfde editie van de vrouwenwedstrijd verreden. Titelverdedigster was Kirsten Wild. Deze editie werd gewonnen door de Amerikaanse Coryn Rivera.
Uitslag
| Plaats  | Naam              | Ploeg                              | Tijd     |
| ------- | ----------------- | ---------------------------------- | -------- |
| Winnaar | Coryn Rivera      | Team Sunweb                        | 1u29'04" |
| 2       | Lotta Lepistö     | Cervélo-Bigla                      | z.t.     |
| 3       | Lisa Brennauer    | Canyon-SRAM                        | z.t.     |
| 4       | Marianne Vos      | WM3                                | z.t.     |
| 5       | Kirsten Wild      | Cylance                            | z.t.     |
| 6       | Jolien D'Hoore    | Wiggle High5                       | z.t.     |
| 7       | Amalie Dideriksen | Boels Dolmans                      | + 1"     |
| 8       | Roxane Fournier   | FDJ Nouvelle-Aquitaine Futuroscope | z.t.     |
| 9       | Barbara Guarischi | Canyon-SRAM                        | z.t.     |
| 10      | Giorgia Bronzini  | Wiggle High5                       | z.t.     |

2011 · 
2012 (Olympische wegrit mannen / vrouwen) · 
2013 · 
2014 · 
2015 · 
2016 · 
2017 · 
2018 · 
2019 · 
2020 · 
2021 · 
2022 · 2023 · 2024
 Tour Down Under ·
 Great Ocean Road Race ·
 Abu Dhabi Tour ·
 Omloop Het Nieuwsblad ·
 Strade Bianche ·
 Parijs-Nice · 
 Tirreno-Adriatico · 
 Milaan-San Remo ·
 Ronde van Catalonië ·
 Dwars door Vlaanderen ·
 E3 Harelbeke ·
 Gent-Wevelgem ·
 Ronde van Vlaanderen ·
 Ronde van Baskenland ·
 Parijs-Roubaix ·
 Amstel Gold Race ·
 Waalse Pijl ·
 Luik-Bastenaken-Luik ·
 Ronde van Romandië ·
 Rund um den Finanzplatz Eschborn-Frankfurt ·
 Ronde van Italië ·
 Ronde van Californië ·
 Critérium du Dauphiné ·
 Ronde van Zwitserland ·
 Ronde van Frankrijk ·
 Clásica San Sebastián ·
 Ronde van Polen ·
 RideLondon Classic ·
  BinckBank Tour ·
 Ronde van Spanje ·
 EuroEyes Cyclassics ·
 Bretagne Classic ·
 GP van Quebec ·
 GP van Montreal ·
 Ronde van Lombardije ·
 Ronde van Turkije ·
 Ronde van Guangxi
 Strade Bianche ·
 Ronde van Drenthe ·
 Trofeo Alfredo Binda-Comune di Cittiglio ·
 Gent-Wevelgem ·
 Ronde van Vlaanderen ·
 Amstel Gold Race ·
 Waalse Pijl ·
 Luik-Bastenaken-Luik ·
 Ronde van Chongming ·
 Ronde van Californië ·
 The Women's Tour ·
 Ronde van Italië voor vrouwen ·
 La Course by Le Tour de France ·
 RideLondon Classic ·
 Open de Suède Vårgårda ·
 Ronde van Noorwegen ·
 Bretagne Classic ·
 Boels Rental Ladies Tour ·
 La Madrid Challenge by La Vuelta